# Philip Azango
Philip Azango (Josplateau, 21 mei 1997) is een Nigeriaans voetballer  die meestal als vleugelaanvaller speelt. In 2018 verruilde hij KAA Gent voor het Slowaakse AS Trenčín.

## Clubcarrière
Philip Azango kreeg zijn opleiding in de GBS Academy in Nigeria. In september 2017 maakte hij de overstap naar het Slowaakse AS Trenčín. In augustus 2018 ondertekende Azango een contract voor drie seizoenen bij KAA Gent. Hij debuteerde er op 16 september 2018 met een invalbeurt in een thuiswedstrijd tegen Sint-Truiden, een wedstrijd die Gent met 1-2 verloor. Tien dagen later kreeg hij een basisplaats in de bekerwedstrijd tegen Excelsior Virton. Het zou meteen zijn laatste officiële wedstrijd worden in het shirt van AA Gent.
In juli 2020 keerde Azango terug naar AS Trenčín.

## Statistieken
| Seizoen         | Club            | Land               | Competitie         | Competitie | Competitie | Beker | Beker | Supercup | Supercup | Internationaal | Internationaal | Totaal | Totaal |
| Seizoen         | Club            | Land               | Competitie         | Wed.       | Dlp.       | Wed.  | Dlp.  | Wed.     | Dlp.     | Wed.           | Dlp.           | Wed.   | Dlp.   |
| --------------- | --------------- | ------------------ | ------------------ | ---------- | ---------- | ----- | ----- | -------- | -------- | -------------- | -------------- | ------ | ------ |
| 2017/18         | AS Trenčín      | Vlag van Slowakije | Fortuna Liga       | 22         | 3          | 0     | 0     | —        | —        | 0              | 0              | 22     | 3      |
| 2018/19         | AS Trenčín      | Vlag van Slowakije | Fortuna Liga       | 4          | 0          | 0     | 0     | —        | —        | 8              | 3              | 12     | 3      |
| 2018/19         | KAA Gent        | Vlag van België    | Jupiler Pro League | 1          | 0          | 1     | 0     | —        | —        | 0              | 0              | 2      | 0      |
| 2019/20         | KAA Gent        | Vlag van België    | Jupiler Pro League | 0          | 0          | 0     | 0     | —        | —        | 0              | 0              | 0      | 0      |
| 2020/21         | AS Trenčín      | Vlag van Slowakije | Fortuna Liga       | 0          | 0          | 0     | 0     | —        | —        | —              | —              | 0      | 0      |
| Carrière totaal | Carrière totaal | Carrière totaal    | Carrière totaal    | 27         | 3          | 1     | 0     | 0        | 0        | 8              | 3              | 36     | 6      |

Bijgewerkt tot en met 3 augustus 2020.